# Série de championnat de la Ligue nationale de baseball 1988
La Série de championnat de la Ligue nationale de baseball 1988 était la série finale de la Ligue nationale de baseball, dont l'issue a déterminé le représentant de cette ligue à la Série mondiale 1988, la grande finale des Ligues majeures.
Cette série quatre de sept a débuté le mardi 4 octobre 1988 et s'est terminée le mercredi 12 octobre par une victoire des Dodgers de Los Angeles, quatre parties à trois, sur les Mets de New York. 

## Déroulement de la série

### Calendrier des rencontres
| Match | Date       | Visiteur               | Hôte                   | Score              |
| ----- | ---------- | ---------------------- | ---------------------- | ------------------ |
| 1     | 4 octobre  | Mets de New York       | Dodgers de Los Angeles | 3 - 2              |
| 2     | 5 octobre  | Mets de New York       | Dodgers de Los Angeles | 3 - 6              |
| 3     | 8 octobre  | Dodgers de Los Angeles | Mets de New York       | 4 - 8              |
| 4     | 9 octobre  | Dodgers de Los Angeles | Mets de New York       | 5 - 4 (12 manches) |
| 5     | 10 octobre | Dodgers de Los Angeles | Mets de New York       | 7 - 4              |
| 6     | 11 octobre | Mets de New York       | Dodgers de Los Angeles | 5 - 1              |
| 7     | 12 octobre | Mets de New York       | Dodgers de Los Angeles | 0 - 6              |

### Match 1
Mardi 4 octobre 1988 au Dodger Stadium, Los Angeles, Californie.
| Mets de New York                                                                                             | 0 | 0 | 0 | 0 | 0 | 0 | 0 | 0 | 3 | 3 | 8 | 1 |
| Dodgers de Los Angeles                                                                                       | 1 | 0 | 0 | 0 | 0 | 0 | 1 | 0 | 0 | 2 | 4 | 0 |
| Lanceurs partants : NYM : Dwight Gooden LA : Orel Hershiser Vic. : Randy Myers (1-0) Déf. : Jay Howell (0-1) |   |   |   |   |   |   |   |   |   |   |   |   |

### Match 2
Mercredi 5 octobre 1988 au Dodger Stadium, Los Angeles, Californie.
| Mets de New York | 0 | 0 | 0 | 2 | 0 | 0 | 0 | 0 | 1 | 3 | 6 | 0 |
| Dodgers de Los Angeles | 1 | 4 | 0 | 0 | 1 | 0 | 0 | 0 | X | 6 | 7 | 0 |
| Lanceurs partants : NYM : David Cone LA : Tim Belcher Vic. : Tim Belcher (1-0) Déf. : David Cone (0-1) Sauv. : Alejandro Pena (1) HRs : NYM : Keith Hernandez |   |   |   |   |   |   |   |   |   |   |   |   |

### Match 3
Samedi 8 octobre 1988 au Shea Stadium, New York, NY.
| Dodgers de Los Angeles                                                                                         | 0 | 2 | 1 | 0 | 0 | 0 | 0 | 1 | 0 | 4 | 7 | 2 |
| Mets de New York                                                                                               | 0 | 0 | 1 | 0 | 0 | 2 | 0 | 5 | X | 8 | 9 | 2 |
| Lanceurs partants : LA : Orel Hershiser NYM : Ron Darling Vic. : Randy Myers (2-0) Déf. : Alejandro Pena (0-1) |   |   |   |   |   |   |   |   |   |   |   |   |

### Match 4
Dimanche 9 octobre 1988 au Shea Stadium, New York, NY.
| Dodgers de Los Angeles | 2 | 0 | 0 | 0 | 0 | 0 | 0 | 0 | 2 | 0 | 0 | 1 | 5 | 7  | 1 |
| Mets de New York | 0 | 0 | 0 | 3 | 0 | 1 | 0 | 0 | 0 | 0 | 0 | 0 | 4 | 10 | 2 |
| Lanceurs partants : LA : John Tudor NYM : Dwight Gooden Vic. : Alejandro Pena (1-1) Déf. : Roger McDowell (0-1) Sauv. : Orel Hershiser (1) HRs : LA : Mike Scioscia (1), Kirk Gibson (1) NYM : Darryl Strawberry (1), Kevin McReynolds (1) |   |   |   |   |   |   |   |   |   |   |   |   |   |    |   |

### Match 5
Lundi 10 octobre 1988 au Shea Stadium, New York, NY.
| Dodgers de Los Angeles | 0 | 0 | 0 | 3 | 3 | 0 | 0 | 0 | 1 | 7 | 12 | 0 |
| Mets de New York | 0 | 0 | 0 | 0 | 3 | 0 | 0 | 1 | 0 | 4 | 9  | 1 |
| Lanceurs partants : LA : Tim Belcher NYM : Sid Fernandez Vic. : Tim Belcher (2-0) Déf. : Sid Fernandez (0-1) Sauv. : Brian Holton (1) HRs : LA : Kirk Gibson (2) NYM : Lenny Dykstra (1) |   |   |   |   |   |   |   |   |   |   |    |   |

### Match 6
Mardi 11 octobre 1988 au Dodger Stadium, Los Angeles, Californie.
| Mets de New York | 1 | 0 | 1 | 0 | 2 | 1 | 0 | 0 | 0 | 5 | 11 | 0 |
| Dodgers de Los Angeles | 0 | 0 | 0 | 0 | 1 | 0 | 0 | 0 | 0 | 1 | 5  | 2 |
| Lanceurs partants : NYM : David Cone LA : Tim Leary Vic. : David Cone (1-1) Déf. : Tim Leary (0-1) HRs : NYM : Kevin McReynolds (2) |   |   |   |   |   |   |   |   |   |   |    |   |

### Match 7
Mercredi 12 octobre 1988 au Dodger Stadium, Los Angeles, Californie.
| Mets de New York                                                                                               | 0 | 0 | 0 | 0 | 0 | 0 | 0 | 0 | 0 | 0 | 5  | 2 |
| Dodgers de Los Angeles                                                                                         | 1 | 5 | 0 | 0 | 0 | 0 | 0 | 0 | X | 6 | 10 | 0 |
| Lanceurs partants : NYM : Ron Darling LA : Orel Hershiser Vic. : Orel Hershiser (1-0) Déf. : Ron Darling (0-1) |   |   |   |   |   |   |   |   |   |   |    |   |

## Joueur par excellence
Le lanceur des Dodgers de Los Angeles, Orel Hershiser, fit 4 apparitions au monticule durant cette série de 7 rencontres. Il vint en relève pour enregistrer un sauvetage dans le match #4 et lança une partie complète et un blanchissage lors de l'ultime affrontement. Sa moyenne de points mérités ne fut que de 1,08 pendant cette série, dont il fut nommé joueur par excellence.
Hershiser devait aussi être nommé joueur par excellence de la Série mondiale qui suivit contre Oakland et remporta le trophée Cy Young remis au meilleur lanceur de la saison.